# Saint-Lions
Saint-Lions est une commune française, située dans le département des Alpes-de-Haute-Provence en région Provence-Alpes-Côte d'Azur.
Le nom de ses habitants est Saint-Lionnais.

## Géographie

### Localisation

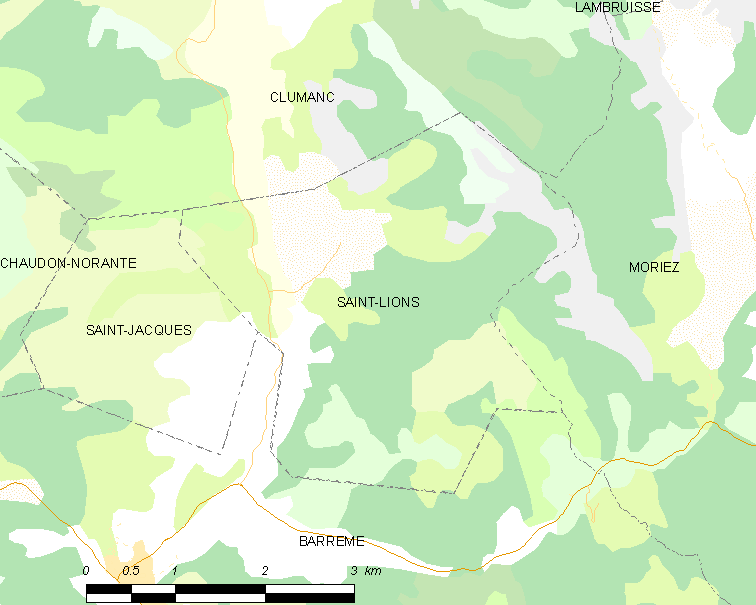
Saint-Lions et les communes voisines (Cliquez sur la carte pour accéder à une grande carte avec la légende).

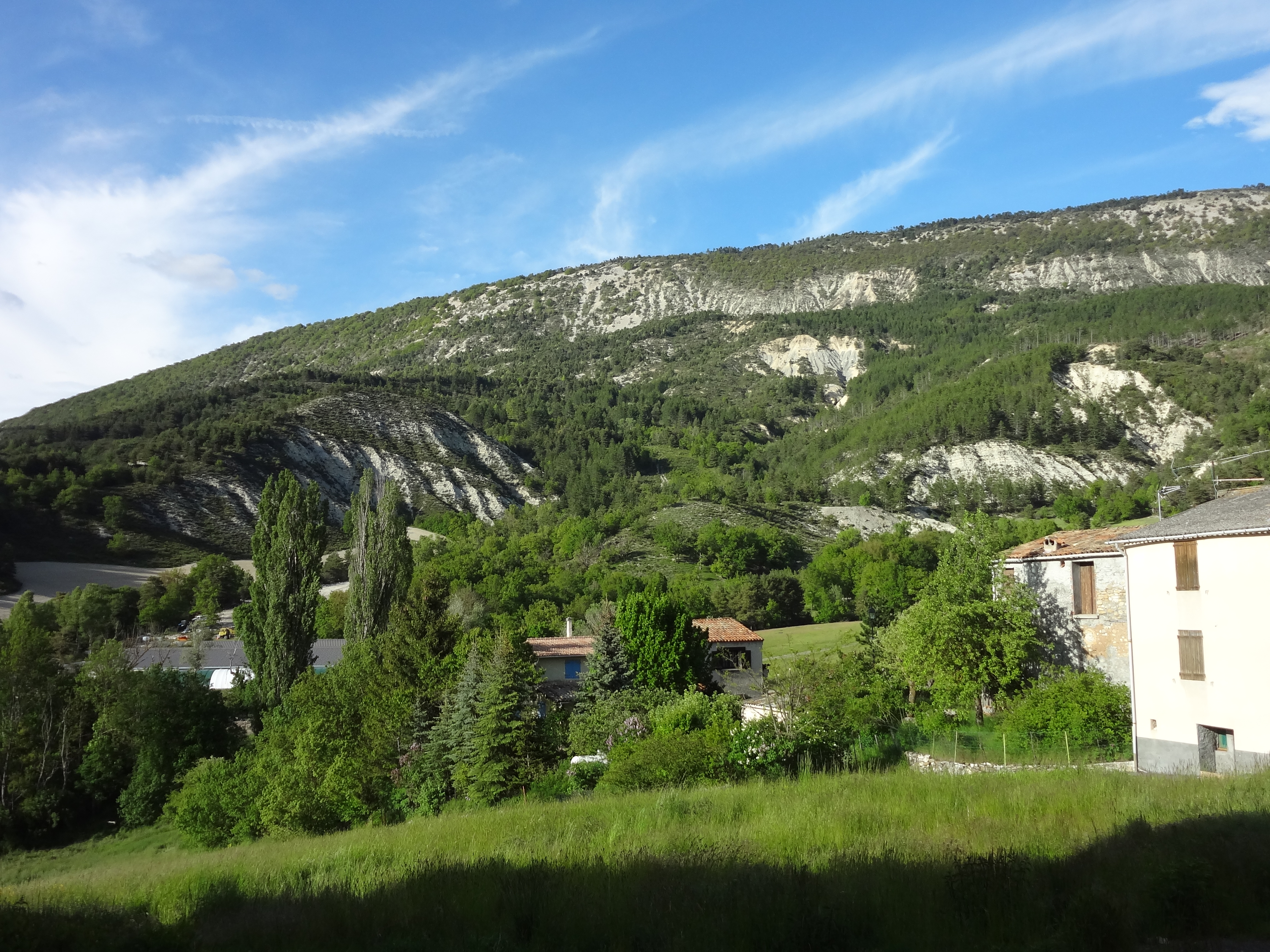
La montagne de Mouchon, vue du village. Ses flancs sont très érodés, et elle est en partie recolonisée par la forêt.

Le village est situé à 800 m d’altitude.
Les communes limitrophes de Saint-Lions sont Clumanc, Moriez, Barrême et Saint-Jacques.

### Environnement, géologie et relief
La commune compte 475 ha de bois et forêts, soit 41 % de sa superficie.
La commune est couverte par deux ZNIEFF (Zones naturelles d'intérêt écologique, faunistique et floristique).
Le périmètre de protection de la Réserve naturelle géologique de Haute-Provence couvre également la commune de Saint-Lions.

### Voies de communications et transports

#### Voies routières
L'accès au village s'effectue par la route départementale 319.

#### Transports en commun
La gare la plus proche est celle de Barrême, desservie par le chemin de fer de la ligne de Nice à Digne. Cette ligne est aussi connue sous le nom de « train des Pignes » qui a deux arrêts sur la commune, à l’arrêt facultatif de Gévaudan et à la gare de Barrême. Elle est au carrefour des RN 202, RN 85 et RD 4085, qui est l’ancienne RN 85 départementalisée. RN 85 et RD 4085 font partie de la route Napoléon.

### Risques majeurs
La commune de Saint-Lions est exposée à trois risques naturels :
- feu de forêt,
- inondation,
- mouvement de terrain.

La commune de Saint-Lions n’est exposée à aucun des risques d’origine technologique recensés par la préfecture ; aucun plan de prévention des risques naturels prévisibles (PPR) n’existe pour la commune mais le Dicrim existe depuis 2011.

### Sismicité
Aucune des 200 communes du département n'est en zone de risque sismique nul. Le canton de Barrême auquel appartient Saint-Lions est en zone 1b (sismicité faible) selon la classification déterministe de 1991, basée sur les séismes historiques, et en zone 4 (risque moyen) selon la classification probabiliste EC8 de 2011.

### Hydrographie et les eaux souterraines
Cours d'eau sur la commune ou à son aval :
- rivière l'asse de clumanc.

### Climat
Pour des articles plus généraux, voir Climat de Provence-Alpes-Côte d'Azur et Climat des Alpes-de-Haute-Provence.
En 2010, le climat de la commune est de type climat méditerranéen altéré, selon une étude du Centre national de la recherche scientifique s'appuyant sur une série de données couvrant la période 1971-2000. En 2020, Météo-France publie une typologie des climats de la France métropolitaine dans laquelle la commune est exposée à un climat de montagne ou de marges de montagne et est dans la région climatique Alpes du sud, caractérisée par une pluviométrie annuelle de 850 à 1 000 mm, minimale en été.
Pour la période 1971-2000, la température annuelle moyenne est de 10,7 °C, avec une amplitude thermique annuelle de 17,1 °C. Le cumul annuel moyen de précipitations est de 941 mm, avec 6,7 jours de précipitations en janvier et 5,1 jours en juillet. Pour la période 1991-2020, la température moyenne annuelle observée sur la station météorologique de Météo-France la plus proche, « La Mure-Argens », sur la commune de La Mure-Argens à 10 km à vol d'oiseau, est de 9,8 °C et le cumul annuel moyen de précipitations est de 891,5 mm. 
La température maximale relevée sur cette station est de 37,3 °C, atteinte le 28 juin 2019 ; la température minimale est de −21,9 °C, atteinte le 7 février 2012,,.
Les paramètres climatiques de la commune ont été estimés pour le milieu du siècle (2041-2070) selon différents scénarios d'émission de gaz à effet de serre à partir des nouvelles projections climatiques de référence DRIAS-2020. Ils sont consultables sur un site dédié publié par Météo-France en novembre 2022.

### Toponymie
Le nom actuel du village apparaît pour la première fois en 1141 (sancti Leontio), ; il est nommé d’après le nom de saint Léonce ou Léon, évêque de Fréjus au IVe siècle sous sa forme occitane, qui a été francisée par la suite.

## Histoire
Le village s’appelait autrefois Dauphin, et faisait partie de la communauté voisine de Barrême. Son église est donnée à l’abbaye Saint-Victor de Marseille au XIIIe siècle, ou selon les interprétations, à l’église Notre-Dame de Thorame. Il devient un fief des Villeneuve au siècle suivant jusqu’à la Révolution.
En janvier 1791, le hameau de Saint-Lyons demande son détachement de Barrême, et devient une commune à part entière en mars 1791. La société patriotique de la commune y est créée pendant l’été 1792. Toujours durant la Révolution, pour suivre le décret de la Convention du 25 vendémiaire an II invitant les communes ayant des noms pouvant rappeler les souvenirs de la royauté, de la féodalité ou des superstitions, à les remplacer par d'autres dénominations, la commune change de nom pour Lions-d’Asse.
La Révolution et l’Empire apportent nombre d’améliorations, dont une imposition foncière égale pour tous, et proportionnelle à la valeur des biens de chacun. Afin de la mettre en place sur des bases précises, la levée d’un cadastre est décidée. La loi de finances du 15 septembre 1807 précise ses modalités, mais sa réalisation est longue à mettre en œuvre, les fonctionnaires du cadastre traitant les communes par groupes géographiques successifs. Ce n’est qu’en 1837 que le cadastre dit napoléonien de Saint-Lions est achevé.

## Économie

### Entreprises et commerces

#### Commerces
Le principal employeur de la commune est Terre et traditions, dont l’activité est la transformation de produits organiques en amendements. Elle emploie 7 salariés,.

## Politique et administration

### Liste des maires
| Période                                  | Période  | Identité          | Étiquette | Qualité                 |
| ---------------------------------------- | -------- | ----------------- | --------- | ----------------------- |
| Les données manquantes sont à compléter. |          |                   |           |                         |
| 1791                                     |          | Henri Pascal      |           | plus ancien maire connu |
|                                          |          |                   |           |                         |
| mai 1945                                 |          | Ernest Isnard     |           |                         |
|                                          |          |                   |           |                         |
| mars 1983                                | En cours | Madeleine Isnard, | PCF       | Agricultrice            |

### Budget et fiscalité 2016
En 2016, le budget de la commune était constitué ainsi :
- total des produits de fonctionnement : 58 000 €, soit 1 321 € par habitant ;
- total des charges de fonctionnement : 55 000 €, soit 1 245 € par habitant ;
- total des ressources d’investissement : 19 000 €, soit 432 € par habitant ;
- total des emplois d’investissement : 16 000 €, soit 367 € par habitant.
- endettement : 36 000 €, soit 809 € par habitant.

Avec les taux de fiscalité suivants :
- taxe d’habitation : 20,60 % ;
- taxe foncière sur les propriétés bâties : 8,45 % ;
- taxe foncière sur les propriétés non bâties : 32,95 % ;
- taxe additionnelle à la taxe foncière sur les propriétés non bâties : 58,73 % ;
- cotisation foncière des entreprises : 20,25 %.

Chiffres clés Revenus et pauvreté des ménages en 2014.

### Intercommunalité
Saint-Lions était membre, jusqu'en 2016, de la communauté de communes du Moyen Verdon ; depuis le 1er janvier 2017, elle fait partie de la communauté de communes Alpes Provence Verdon - Sources de Lumière.

## Urbanisme

### Typologie
Au 1er janvier 2024, Saint-Lions est catégorisée commune rurale à habitat très dispersé, selon la nouvelle grille communale de densité à 7 niveaux définie par l'Insee en 2022.
Elle est située hors unité urbaine et hors attraction des villes,.

### Occupation des sols
L'occupation des sols de la commune, telle qu'elle ressort de la base de données européenne d’occupation biophysique des sols Corine Land Cover (CLC), est marquée par l'importance des forêts et milieux semi-naturels (84,1 % en 2018), une proportion identique à celle de 1990 (84,1 %). La répartition détaillée en 2018 est la suivante : 
forêts (45,5 %), milieux à végétation arbustive et/ou herbacée (28,1 %), zones agricoles hétérogènes (13,1 %), espaces ouverts, sans ou avec peu de végétation (10,6 %), terres arables (2,7 %).
L'évolution de l’occupation des sols de la commune et de ses infrastructures peut être observée sur les différentes représentations cartographiques du territoire : la carte de Cassini (XVIIIe siècle), la carte d'état-major (1820-1866) et les cartes ou photos aériennes de l'IGN pour la période actuelle (1950 à aujourd'hui).

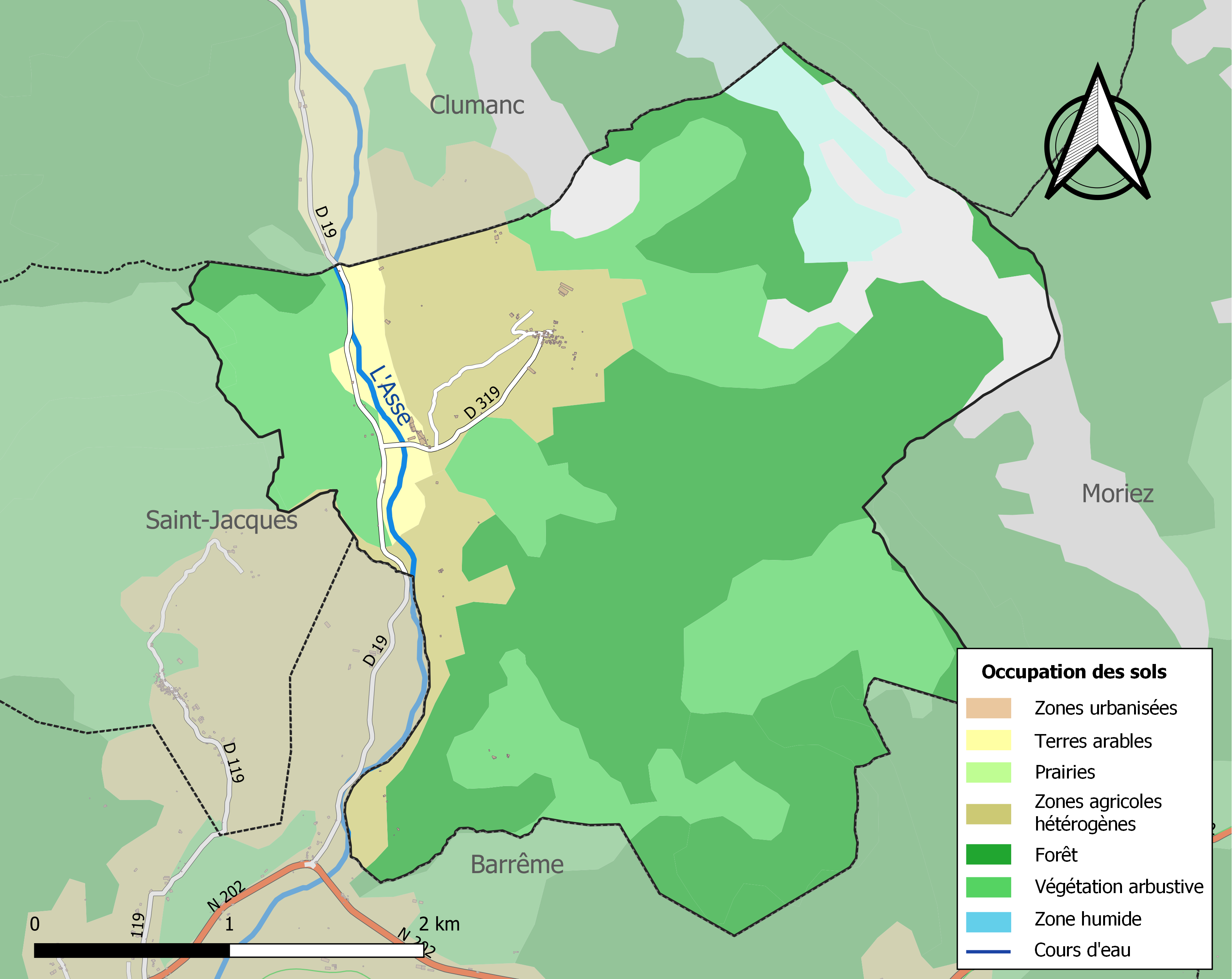
Carte de l'occupation des sols de la commune en 2018 (CLC).

## Population et société

### Démographie

#### Évolution démographique
En 2022, Saint-Lions comptait 38 habitants. À partir du XXIe siècle, les recensements réels des communes de moins de 10 000 habitants ont lieu tous les cinq ans (2004, 2009, 2014, etc. pour Saint-Lions). Depuis 2004, les autres chiffres sont des estimations.
| 1793 | 1800 | 1806 | 1821 | 1831 | 1836 | 1841 | 1846 | 1851 |
| ---- | ---- | ---- | ---- | ---- | ---- | ---- | ---- | ---- |
| 189  | 197  | 186  | 229  | 181  | 200  | 193  | 192  | 187  |

| 1856 | 1861 | 1866 | 1872 | 1876 | 1881 | 1886 | 1891 | 1896 |
| ---- | ---- | ---- | ---- | ---- | ---- | ---- | ---- | ---- |
| 159  | 163  | 164  | 163  | 137  | 147  | 129  | 123  | 112  |

| 1901 | 1906 | 1911 | 1921 | 1926 | 1931 | 1936 | 1946 | 1954 |
| ---- | ---- | ---- | ---- | ---- | ---- | ---- | ---- | ---- |
| 110  | 86   | 74   | 75   | 58   | 67   | 53   | 40   | 27   |

| 1962 | 1968 | 1975 | 1982 | 1990 | 1999 | 2004 | 2006 | 2009 |
| ---- | ---- | ---- | ---- | ---- | ---- | ---- | ---- | ---- |
| 27   | 23   | 20   | 28   | 50   | 32   | 43   | 43   | 35   |

| 2014 | 2019 | 2022 | - | - | - | - | - | - |
| ---- | ---- | ---- | - | - | - | - | - | - |
| 50   | 41   | 38   | - | - | - | - | - | - |

L’histoire démographique de Saint-Lions est marquée par une période d’« étale » où la population reste relativement stable à un niveau élevé. Cette période dure toute la première moitié du XIXe siècle. L’exode rural provoque ensuite un mouvement de baisse de la population de longue durée. Dès 1901, la commune enregistre la perte de plus de la moitié de sa population par rapport au maximum historique de 1821. Le mouvement de baisse arrive à un plancher dans les années 1970. Depuis, la population oscille entre trente et cinquante habitants.

### Enseignement
Comme de nombreuses communes du département, Saint-Lions se dote d’une école bien avant les lois Jules Ferry : en 1863, il possède déjà une école qui dispense une instruction primaire aux garçons, au chef-lieu. Aucune instruction n’est donnée aux filles : ni la loi Falloux (1851), qui impose l’ouverture d’une école de filles aux communes de plus de 800 habitants, ni la première loi Duruy (1867), qui abaisse ce seuil à 500 habitants, ne concernent Saint-Lions ; ce n’est qu’avec les lois Ferry que les filles de Saint-Lions sont régulièrement scolarisées.

### Santé
Les professionnels de santé (médecin, Kinésitherapeute, infirmiers...) sont à Barrême, Senez.

### Cultes
Culte catholique, Paroisse du Verdon : église Saint-Laurent.

## Lieux et monuments

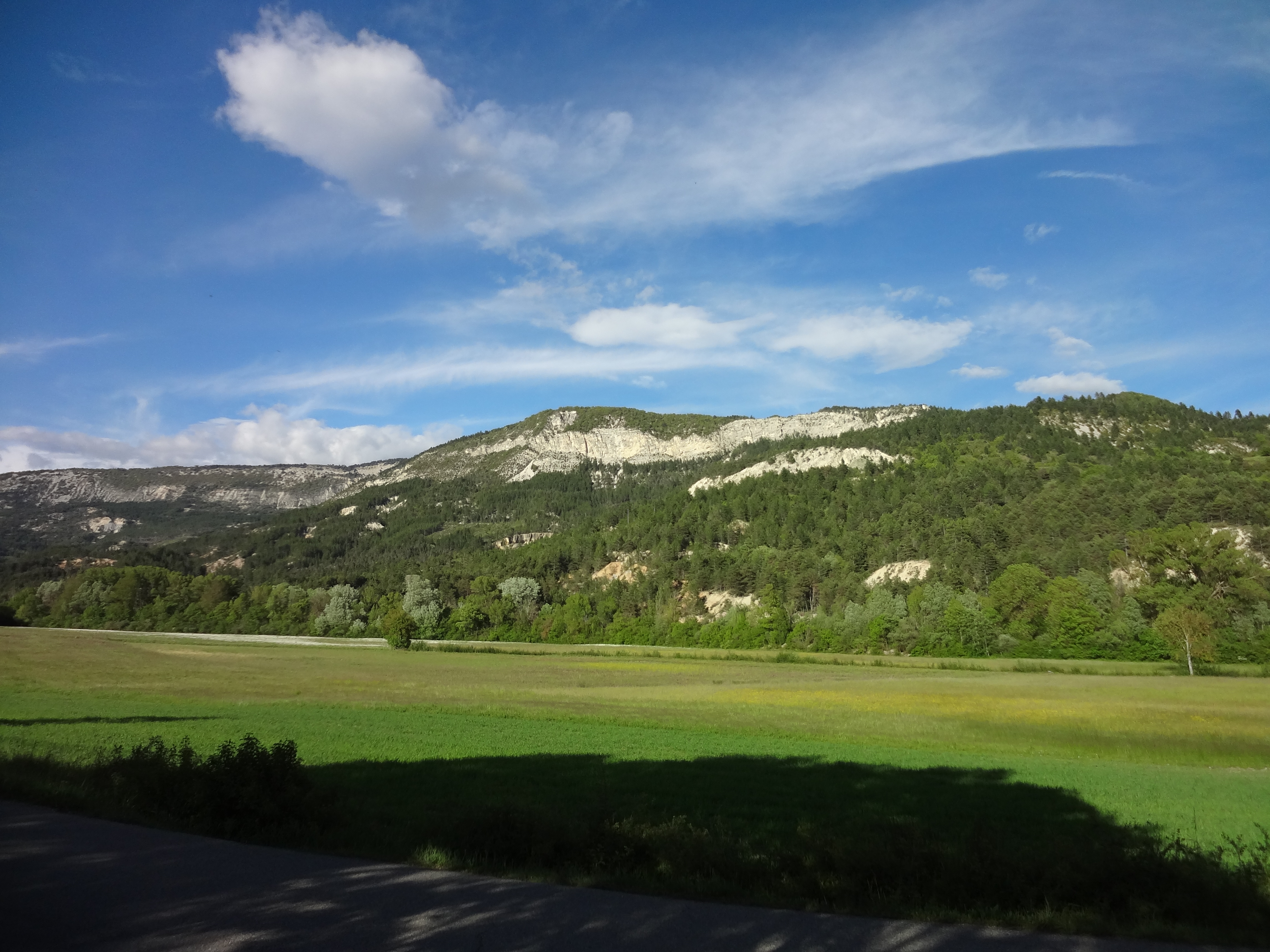
Le Mouchon, à Clumanc (et Saint-Lions).
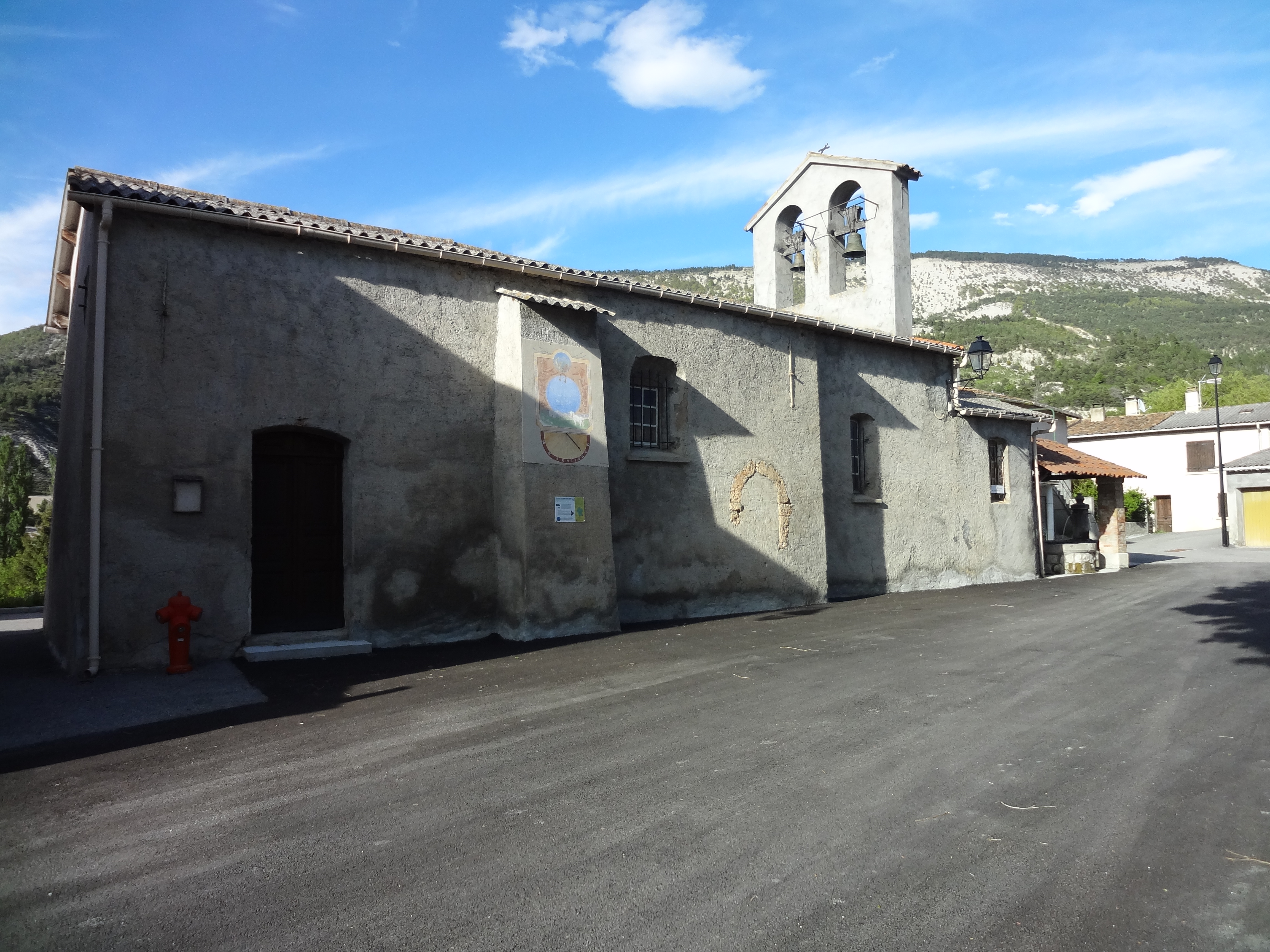
Église Saint-Laurent, avec cadran solaire peint.
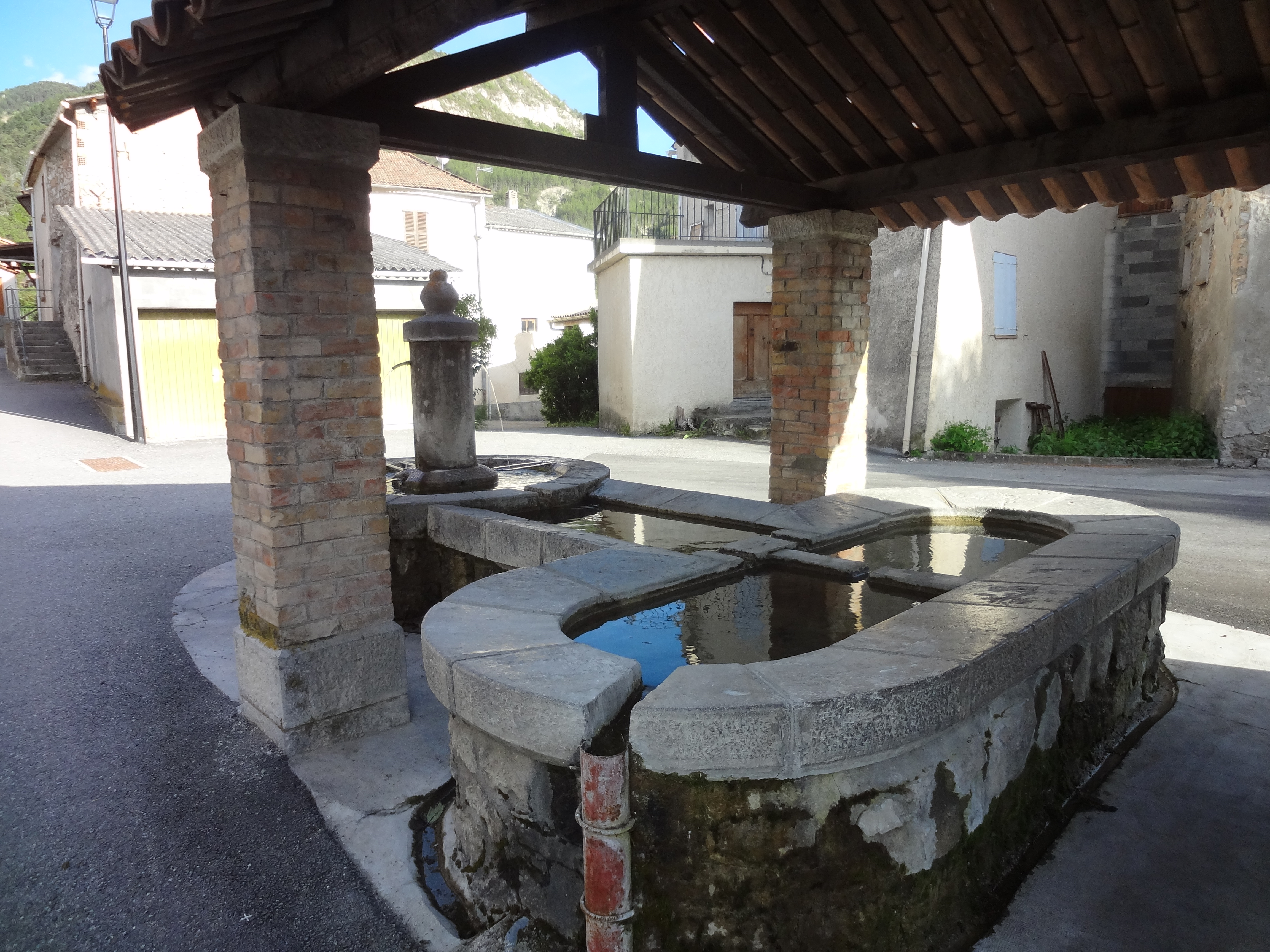
Fontaine-lavoir, avec trois bassins rond, rectangulaire et ovale.
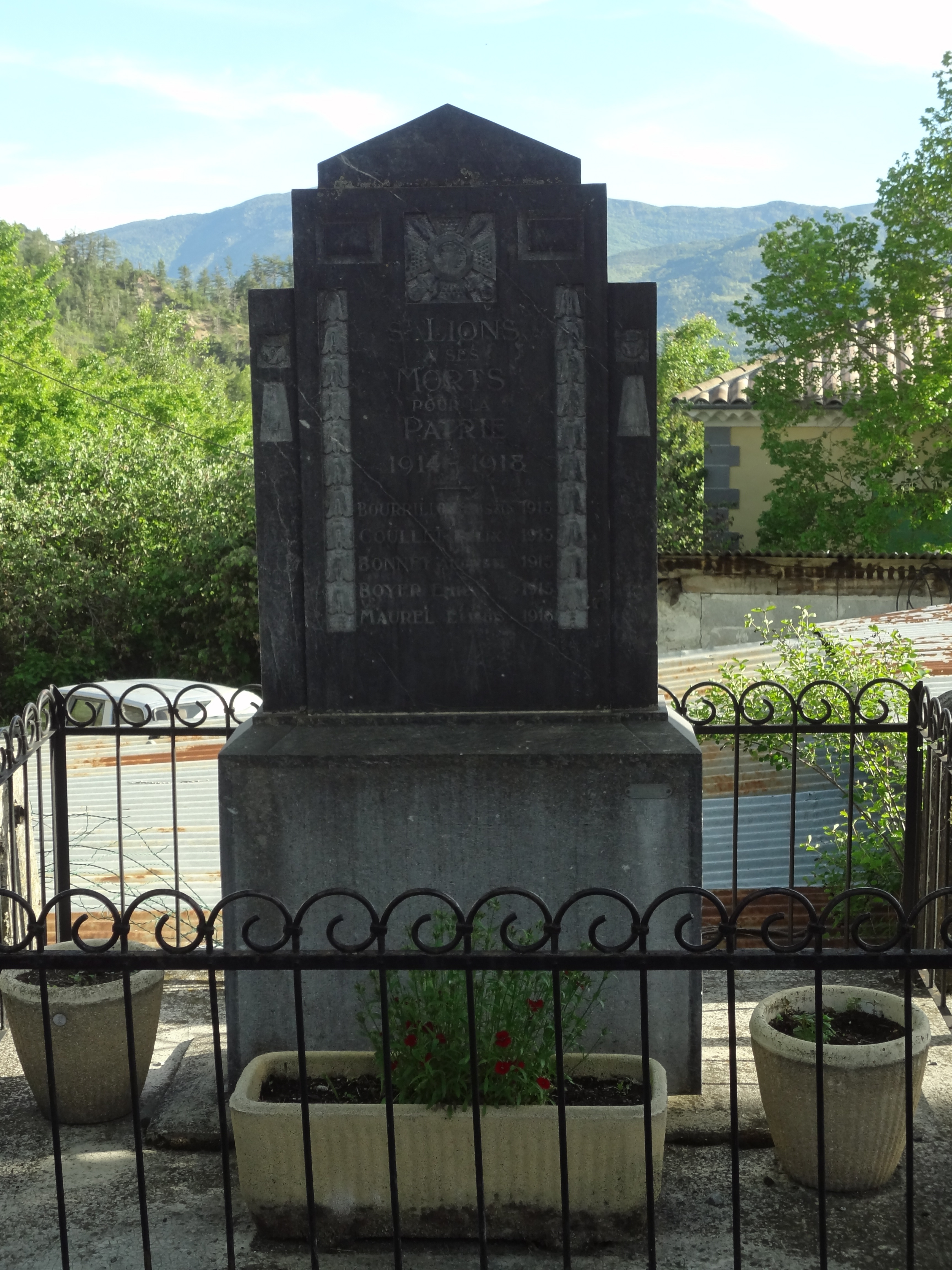
Monument aux morts de 1939-1945.

- L’église paroissiale est sous le vocable de Saint-Laurent[43], qu’elle a repris après la période d’occupation par les chanoines qui l’avait placée sous la titulature de Saint-Léonce[18] date du XVIIe siècle, avec des travaux au XIXe siècle. La nef, qui ne compte que deux travées, est voûtée d’arêtes[43].
  - Son mobilier comporte une cloche de 1580[44], ornée d’une scène de la Présentation de Jésus au peuple, qui est l’ancienne cloche communale de Barrême[44].
- Fontaine-lavoir, avec trois bassins rond, rectangulaire et ovale.
- Monument aux morts.